# Дом отдыха Озерки
Дом отдыха Озерки — населенный пункт в Няндомском районе Архангельской области.

## География
Находится в юго-западной части Архангельской области на расстоянии приблизительно 7 км на запад-юго-запад по прямой от административного центра района города Няндома у западного берега озера Боровое.

## История
Дом отдыха в 1960-е годы был построен силами Тульского леспромхоза, базировавшегося в районе. В 1990-е годы дом отдыха был закрыт и разграблен. Дома жителей остались, и населенный пункт превратился в пригород деревни Андреевская. К востоку от застройки находится деревянная Преображенская церковь. До 2022 года населенный пункт входил в Няндомское городское поселение.

## Население
Численность населения: 9 человек (русские 89 %) в 2002 году, 24 в 2010.